# Королевство (телесериал, 1994)
«Короле́вство» (дат. Riget) — восьмисерийный мини-сериал, созданный Ларсом фон Триером и вышедший на датском телевидении в 1994 и 1997 годах (по 4 серии). В сентябре 2022 года состоялась премьера третьего сезона.

## Сюжет
Сериал начинается с приёма пациентки Сигрид Друссе, увлекающейся спиритизмом и слышащей плач девочки в шахте лифта. После расследования Друссе узнаёт, что девочку несколько десятилетий назад убил её отец, чтобы скрыть её незаконнорождённость. Чтобы успокоить её дух, Друссе начинает искать её тело, в конечном счёте найдя его заспиртованным в стеклянном сосуде в кабинете профессора патологической анатомии Бондо.
Тем временем Стиг Хельмер, недавно назначенный из Швеции в нейрохирургическое отделение, пытается скрыть свою ответственность за небрежно проведённую операцию, из-за которой маленькая девочка впала в хроническое вегетативное состояние. Помимо вынужденного управления отделением (вместо испытывающего психологические проблемы главврача Моэсгора) Хельмер вовлечён в непростые отношения с анестезиологом Ригмор Мортенсен, прощающей хирургу все его проступки.
Патологоанатом доктор Бондо пытается убедить семью мужчины, умирающего от рака печени, пожертвовать больной орган госпиталю для исследований (по сути, он хочет заполучить его как трофей — это будет вторая по размеру сцинтиграмма печени, когда-либо зафиксированная). Когда его просьбу отклонили, Бондо рассказывает об отказе на очередной встрече тайного Братства докторов, и Хельмер предлагает трансплантировать поражённую опухолью печень в тело Бондо (пациент ранее подписывал бумагу о донорстве) для того, чтобы орган стал его собственностью и саркома осталась в госпитале.
Другие сюжетные линии: молодой студент-медик пытается соблазнить медсестру, заведующую лабораторией исследования сна; машина-призрак «скорой помощи» появляется и исчезает каждую ночь; молодой доктор организовывает чёрный рынок медицинского оборудования; женщина-нейрохирург обнаруживает, что оплодотворена призраком и её ребёнок развивается чрезвычайно быстро. В каждом эпизоде два посудомойщика (оба с синдромом Дауна) в деталях обсуждают странные происшествия в госпитале.

## Художественные особенности
Действие разворачивается в нейрохирургическом отделении Королевского госпиталя Копенгагена — главном госпитале Дании, известным под названием «Riget». «Riget» переводится как «царство», «королевство» и отсылает к дат. dødsriget — царству мертвых. Героями сериала становятся как персонал клиники, так и пациенты, встречающиеся с различными общественными и паранормальными явлениями. Особенностями сериала являются скрытый юмор, жёлто-коричневая цветовая гамма и зернистость изображения (следствия съёмки ручной камерой), резкая смена кадров (свойственная движению «Догма 95») и присутствие двух посудомойщиков с синдромом Дауна, обсуждающих в деталях происходящее в госпитале и не участвующих нигде больше в сериале.
Первые три серии заканчиваются эпизодами, изображающими шведского нейрохирурга Стига Хельмера на крыше госпиталя, где он высматривает через пролив Эресунн шведскую береговую линию и кричит «Danskjävlar!» («Датская мразь!») в качестве реакции на датскую глупость, с которой ему приходится сталкиваться. Режиссёр Ларс фон Триер появляется во время титров после каждой серии, предлагая загадочные комментарии сюжета. Комедийные элементы и восприятие «потустороннего» связывают этот сериал с «Твин Пиксом».
Некоторые цитаты:
А меня в то время потряс „Ночной портье“ со всеми его символами и намёками. Пожалуй, я многое позаимствовал из него, когда снимал „Королевство“.
Этот фильм („Эпидемия“) можно считать своего рода наброском к «Королевству».

## Продолжения сериала
Первые четыре серии заканчивались многочисленными вопросами без ответов, и в 1997 году съёмочная группа вновь встретилась для создания продолжения сериала Riget II («Королевство II»). Сериал продолжился ровно с того места, где закончилась первая часть, и сохранил фирменную цветовую гамму и дрожащий стиль съёмки. Ларс фон Триер продолжал появляться во время титров после каждой серии.
Финал второго сезона оставлял ещё большее количество вопросов, чем первое «Королевство», так что режиссёры запланировали третью часть. Однако из-за смерти в 1998 году Эрнста-Хуго Ярегорда, игравшего шведского нейрохирурга, и последующих смертей Кирстен Рольффес (фру Друссе) и Мортена Ротне Лефферса (мужчина-посудомойщик) появление третьей части стало очень маловероятным. Триер в действительности написал сценарий финального третьего сезона, но решение о съёмках так и не было принято телеканалом Danmarks Radio. К тому времени уже пять постоянных актёров умерли и продолжить съёмки оказалось невозможным. Заброшенный сценарий был послан продюсерам «Королевского госпиталя» Стивена Кинга, но неизвестно, использовали они сценарий или нет.
Несмотря на то, что это мини-сериал, он был включён в книгу «1001 фильм, который Вы должны посмотреть».

## В ролях
- Эрнст-Хуго Ярегорд — Стиг Хельмер
- Кирстен Рольффес — Сигрид Друссе
- Хольгер Юуль Хансен — Эйнар Моэсгор
- Сёрен Пильмарк — Йорген «Хук» Крогсхёй
- Гита Нёрбю — Ригмор Мортенсен
- Йенс Оккинг — Бульдер Друссе
- Отто Бранденбург — Хансен
- Анневиг Скелле Эббе — Мари Крюгер
- Бард Ове — Палле Бондо
- Биргитте Рoберг — Юдит Питерсен
- Петер Мюгинд — Монс «Могге» Моэсгор
- Мортен Ротне Лефферс — мужчина-посудомойщик
- Вита Йенсен — женщина-посудомойка
- Сольбьерг Хефельдт — Камилла
- Удо Кир — Оге Крюгер / Младший Брат
- Луиза Фрибо — Санне
- Лаура Кристенсен — Мона Йенсен
- Оле Бойсен — Кристиан
- Хеннинг Йенсен — Боб
- Стеллан Скарсгард — шведский юрист

## Список серий

### Королевство
- Эпизод 1: «Den hvide flok» / «Хозяин из преисподней» (премьера — 24 ноября 1994)
- Эпизод 2: «Alliancen kalder» / «Загробный мир» (премьера — 1 декабря 1994)
- Эпизод 3: «Et fremmed legeme» / «Чужое тело» (премьера — 8 декабря 1994)
- Эпизод 4: «De levende døde» / «Живой мертвец» (премьера — 15 декабря 1994)

### Королевство II
- Эпизод 5: «Mors in Tabula» / «Смерть на доске» (премьера — 1 ноября 1997)
- Эпизод 6: «Trækfuglene» / «Перелётные птицы» (премьера — 8 ноября 1997)
- Эпизод 7: «Gargantua» / «Гаргантюа» (премьера — 15 ноября 1997)
- Эпизод 8: «Pandæmonium» / «Обитель дьявола» (премьера — 22 ноября 1997)

### Королевство: Исход
- Эпизод 9: «Halmar» / «Халмар» (премьера — 9 октября 2022)
- Эпизод 10: «The Congress Dances» / «Танцы конгресса» (премьера — 9 октября 2022)
- Эпизод 11: «Big Brother» / «Большой брат» (премьера — 16 октября 2022)
- Эпизод 12: «Barbarossa» / «Барбаросса» (премьера — 23 октября 2022)
- Эпизод 13: «Exodus» / «Исход» (премьера — 30 октября 2022)

## Награды и номинации
- 1995 — 5 премий «Бодил»: лучший фильм (Ларс фон Триер), лучший актёр (Эрнст-Хуго Ярегорд), лучшая актриса (Кирстен Рольффес), лучший актёр второго плана (Хольгер Юуль Хансен), специальная премия (Нильс Вёрсель за написание сценария).
- 1995 — призы за режиссуру (Ларс фон Триер) и лучшую мужскую роль (Эрнст-Хуго Ярегорд) на кинофестивале в Карловых Варах.
- 1995 — приз за лучший фильм на кинофестивале в Сиэтле.
- 1998 — 2 премии «Бодил»: лучший актёр (Эрнст-Хуго Ярегорд) и лучшая актриса второго плана (Биргитте Роберг).
- 1999 — призы за лучшую режиссуру (Ларс фон Триер) и лучший сценарий (Ларс фон Триер, Мортен Арнфред) на кинофестивале «Fantasporto».

## «Королевский госпиталь» Стивена Кинга
Американский писатель ужасов Стивен Кинг написал 13-серийный мини-сериал, основанный на «Королевстве» и выпущенный на телеканале American Broadcasting Company в 2004 году. Сюжет сохранил много элементов первоначального сериала, хотя режиссёр и перенёс госпиталь в город Льюистон в штате Мэн и поместил его на место текстильной фабрики Гейтс-Фоллс, построенной до Гражданской войны в США. Многие персонажи получили свои имена от их датских оригиналов (например, Сигрид Друссе стала Салли Друсе, Стиг Хельмер — доктором Стегменом, Бульдер — Бобби, Мари Крюгер — Мэри Дженсен и т. д.). Значительным отличием в американских сериях стало введение говорящего гигантского муравьеда в роли духа наставника / смерти / Анубиса.